# Barra de Cima
A Barra de Cima é um distrito da cidade de São Bento, na Paraíba.
Localizada às margens do rio Piranhas , com cerca de 3.000 habitantes, fazendo fronteiras com as cidades de Jardim de Piranhas e Serra Negra do Norte. O distrito fica a 11 km do centro da cidade e é cortado pela PB-293.

## Educação
E.M.E.I.F. Maria de Lourdes Elias Dantas